# Główny Zarząd Wywiadu Ministerstwa Obrony Ukrainy
Główny Zarząd Wywiadu Ministerstwa Obrony Ukrainy (ukr. Головне управління розвідки Міністерства оборони України, trb. Hołowne uprawlinnia rozwidky Ministerstwa oborony Ukrajiny, w skrócie HUR) – instytucja wywiadu wojskowego Ukrainy podlegająca bezpośrednio Ministerstwu Obrony.

## Historia
Agencja została utworzona po rozpadzie Związku Radzieckiego i uzyskaniu niepodległości przez Ukrainę na bazie istniejących zasobów wywiadowczych Kijowskiego, Odeskiego i Karpackiego Okręgu Wojskowego Sił Zbrojnych ZSRR oraz Głównego Zarządu Wywiadowczego (GRU).
Na podstawie dekretu prezydenckiego z 7 września 1992 r. utworzono jednolity HUR.
W trakcie wojny rosyjsko-ukraińskiej HUR rozpoczął bezpośrednie i pośrednie ataki na rosyjski personel wojskowy działający poza granicami Rosji i Ukrainy, m.in. w takich miejscach jak Sudan czy Mali.

## Znaczenie loga i motta
W 2016 roku godło HUR zostało zmienione na ilustrację przedstawiającą sowę wbijającą miecz w Rosję. Jest to ironiczne nawiązanie do godła Specnazu GRU, przedstawiającego nietoperza – naturalną zdobycz sowy. 
Ponadto dewiza „Mądry będzie panował nad gwiazdami” (łac. Sapiens Dominabitur Astris) nawiązuje do motta GRU „Nad nami są tylko gwiazdy” (ros. Выше нас только звёзды). Nowe godło spotkało się z oburzeniem rosyjskich dziennikarzy i polityków, którzy nazwali je prowokacją.